# Krig
 For alternative betydninger, se Krig (flertydig). (Se også artikler, som begynder med Krig)
Krig (også kaldet militær konflikt) er en tilstand af væbnet konflikt mellem samfund eller stater, en tilstand normalt kendetegnet ved ekstremt aggressive og voldelige handlinger, ødelæggelse og død. Krigsførelse er betegnelsen for de måder som krigshandlinger udføres på, hvad enten de udføres af regulære militære styrker eller mere irregulære militser. I total krig er krigsførelsen ikke begrænset til militære mål, men fører oftest til omfattende ødelæggelse og tab blandt civile. Det modsatte af krig er fred. Årsagerne til krig kan være et ønske om at erobre landområder, opnå adgang til råstoffer, historiske nationale stridigheder eller uoverensstemmelser om religion.
Krigsteoretikeren Carl von Clausewitz definerede i sit værk Vom Kriege krig som "en voldshandling for at påtvinge modstanderen vor vilje". For Clausewitz var denne modstander en anden stat, men senere anså man ud fra marxistisk-leninistisk krigsteori krigen som et instrument, der kan anvendes i klassekampen, dvs. mellem befolkningsgrupper inden for samme stat. I dag defineres krig mere generelt som et væbnet opgør mellem to eller flere parter. Visse forskere anser krig som et universelt og iboende træk ved den menneskelige natur, mens andre hælder til, at krig fremkaldes af særlige socio-kulturelle eller miljømæssige omstændigheder.
Verdenshistoriens mest dødelige krig er Anden Verdenskrig i midten af 1900-tallet med 60-85 mio. døde, fulgt af de mongolske erobringer i 1200-tallet med op til 60 mio. døde. Hvis tabet af menneskeliv opgøres som procent af indbyggertallet før krigen er Tripelalliancekrigen i Paraguay i 1860-erne den mest dødelige, idet mere end halvdelen, og nogle mener endda helt op til 90 % af Paraguays befolkning omkom i denne krig. Ud af den hviderussiske sovjetrepubliks 9 mio. indbyggere i 1941 blev 1,6 mio. dræbt under Anden Verdenskrig. Udover tab på slagmarken døde 700.000 i krigsfangenskab, foruden 500.000 jøder og 320.000 såkaldte partisaner, af hvilke langt de fleste var ubevæbnede civile.
I 2013 døde 31.000 mennesker i krig, mens det i 1990 drejede sig om 72.000, og krig ansås i begyndelsen af 2000-tallet for menneskehedens sjettestørste problem. Udover tab af menneskeliv medfører krig sædvanligvis ødelæggelse af infrastrukturer og økosystemer, fald i social velfærd, sult, omfattende flygtningestrømme væk fra krigsområdet og mishandling af krigsfanger og civile. I krigens kølvand følger ofte udstrakt brug af propaganda og gyldne tider for våbenproducenter og våbenhandlere.

## Krigsførelse
• Krig er som en kamæleon

• Krig er en fortsættelse af politik, men i et andet medium
Krig er en politisk metode, hvor man med militære magtmidler søger at passivisere eller tilintetgøre sin modstander. Hertil behøves en strategi, en plan for hvordan man i det givne internationale politiske miljø anvender sin militære såvelsom civile magt til at sikre egne mål imod modstanderen. Strategien gennemføres ved, at man indsættes styrker fra alle værn i operationer rettet mod modstanderen. Under operationerne følger de militære styrker en taktik for at bringe sig i stilling, gennemføre kampen og tilintetgøre, tilfangetage eller fordrive fjenden. Krige foregår således normalt på tre forskellige niveauer eller planer, som nærmere kan beskrives således:
- Det strategiske plan er efter vestlig opfattelse underlagt politikken. Når man står i en interessekonflikt med en modstander, vil man formulere en politisk målsætning, som fastlægger en grundlæggende tilgang til konflikten, som søges løst ved brug af alle til rådighed stående midler, det være sig diplomatiske, økonomiske, efterretningsmæssige og militære. Der skelnes her mellem direkte og indirekte strategi. Den direkte strategi går ud på at påtvinge modstanderen sin vilje vha. brug eller trusler om brug af militær magt, mens indirekte strategi omfatter andre magtmidler end de militære. Direkte og indirekte strategi udelukker ikke hinanden, men supplerer tværtimod ofte hinanden i et indbyrdes afstemt samspil. Valget af magtmidler og fremgangsmåder for at nå målet, herunder vægtningen af indirekte og direkte strategi, afhænger både af modstanderens sårbarhed og ens egne muligheder og råderum.
- På det operative plan omsættes de politiske intentioner og militærstrategiske retningslinjer til befalinger til brug i den taktiske krigsførelse. Der defineres operative mål, som dele af en overordnet plan, hvor der tages hensyn til alle nødvendige taktiske og logistiske foranstaltninger.
- På det taktiske plan afstemmes og koordineres alle de ting, som skal indgå i selve kamphandlingen. Her sættes målsætningerne fra det operative plan i værk, idet man søger at optimere udfaldet ved at lade de tilgængelige ressourcer samarbejde bedst muligt på slagmarken.[kilde mangler]

Kong Frederik den Store af Preussen, der anses som en af alletiders største militærteoretikere, opnåede især sit indgående kendskab til krigsførelse ved personligt at stå i spidsen for sine soldater på slagmarken. Her indførte han en ny skæv slagorden, som var stærkt medvirkende ved flere af hans sejre, hvor hans soldater var fjenden talmæssigt underlegne, samt i kombination hermed brugen af indre linjer, som medvirkede til at sprede fjendens tropper og forlænge, og dermed forsinke fjendens kommandoveje.
Frederik den Stores tankegang førte til, at militære angreb kunne udføres langt hurtigere og mere synkront end tidligere, men hans ideer spredte sig også til resten af det preussiske samfund, som oplevede et langt højere tempo inden for "finansiering, diplomati, forskning, sundhedsvæsen, uddannelse, statsforvaltning og endda forvaltningsret og domstolskontrol".:25  Nogle årtier senere påpegede von Clausewitz i sine værker om krig behovet for at kunne gøre mange forskellige indsatser samtidigt, for at undgå den træghed og "tåge og friktion", som han så som forhindring for enhver planlægning. Disse tanker videreførtes i Tysklands krigsførelse under verdenskrigene, som igen inspirerede den japanske krigsindsats under 2. verdenskrig, herunder den japanske krigsindustri. Og denne færdighed i at koordinere indsatserne ligger faktisk til grund for produktion og ledelse efter lean-metoden, oprindeligt udviklet hos japanske Toyota.:24-25 

### Typer af krigsførelse
Alfabetisk liste over forskellige former for krig:
- I asymmetrisk krigsførelse har de stridende parter meget forskellig militær slagkraft, som det fx ses hvor interimistiske oprørshære kæmper mod veltrænede og veludrustede regeringsoldater.
- I atomkrig benyttes udelukkende eller hovedsageligt kernevåben.
- I biologisk krigsførelse anvendes våben, som spreder død og sygdom ved hjælp af bakterier, vira og svampe.
- I borgerkrig foregår kampene mellem forskellige befolkningsgrupper inden for samme land.
- I cyberkrig angriber en stat eller organisation en (anden) stat med henblik på at ødelægge dennes informationsteknologi og it-infrastruktur, fx strømforsyning, internet, tv-signaler, finans-infrastruktur og transportsystem.[17]
- I kemisk krigsførelse anvendes kemiske våben i kampene, som det fx sås under Første Verdenskrig, hvor mere end en million mand døde efter giftgasangreb, heraf mere end 100.000 civile.[18]
- Kold krig er, når to rivaliserende lande ikke indgår i direkte krig, men stadig prøver at besejre hinanden igennem politik, handel, militær magt, international støtte, stedfortræderkrige, alliancer eller bare general dominans over hinanden.
- Konventionel krigsførelse begynder med krigserklæringer mellem lande, som dernæst bekæmper hinanden uden eller med meget begrænset brug af masseødelæggelsesvåben.
- I stedfortræderkrig eller proxykrig bliver en side af en krig hjulpet gennem luftstøtte, våben eller frivillige soldater af en fremmede nation i håbet om at få en ny allieret eller i håb om at forhindre deres rival i at få allierede.
- I total krig benyttes alle former for våben og taktikker, uden hensyn til regler for krigsførelse eller legitime militære mål, normalt med store civile tab og opofrelse til følge.
- I en verdenskrig deltager størstedelen af verdens lande, kampene foregår på flere kontinenter og er meget destruktive og blodige.

### Kampmoral og krigens psykologi
En krigs udfald afhænger meget af soldaternes kampmoral, og dermed af deres vilje til at fortsætte kampen, når det bliver ubehageligt. Soldaterne i 1. verdenskrigs skyttegrave blev fx så massivt beskudt med artilleri, at de ofte blev så lammede af skræk, at de fleste af dem, helt op til 90 %, under angreb ikke var i stand til at affyre deres våben, fordi de var gået i sort. Som følge heraf ændrede man i mellemkrigsårene soldaternes træning, så den i højere grad gik ud på at opøve en kampadfærd bestående af automatreaktioner, så soldaten ikke skal standse op og tænke, før han kan handle. Man lod desuden under træningen soldaterne skyde til måls mod menneskesilhouetter i stedet for skydeskiver, så de vænnede sig til at skyde mod rigtige mennesker.
Under 2. Verdenskrig begyndte man med jævne mellemrum at trække soldaterne væk fra fronten, så de kunne få en pause og få spist og sovet ordentligt. Desuden blev man klar over betydningen af sammenholdet i grupperne, de mindste infanterienheder på 6-10 mand. Her opstår der et helt særligt kammeratskab, fordi det man er sammen om drejer sig om liv og død, og man føler et meget stort ansvar for hinanden. Man kunne bl.a. under 2. verdenskrig se, at når der kom friske soldater til en sådan gruppe, steg tabene, fordi de nytilkomne svækkede sammenholdet, fordi man endnu ikke havde lært hinanden godt nok at kende. En undersøgelse af kampmoralen blandt danske soldater i Afghanistan har vist, at tre forhold er afgørende, nemlig sammenholdet omkring en fælles opgave, et klart formål med den overordnede mission, samt tillid til lederne.

## Historie
Krigens historie kan følges lige så langt tilbage i tiden som menneskets historie.

### Fra de tidligste mennesker til stenalderen og den neolitiske revolution
Almindeligvis anses krig som et oprindeligt naturhistorisk fænomen, med rødder tilbage til de tidligste mennesker, som beskrevet af først Sigmund Freud og senere Konrad Lorenz og Irenäus Eibl-Eibesfeldt. Adfærdsforskningen arbejder endog med begrebet krig blandt dyr, især primater. Hos chimpanser, dog ikke den særlige bonobo-chimpanse, ses både koordineret jagt på føde og koordinerede overfald på medlemmer af andre chimpanseflokke, eller ligefrem udryddelse af hele flokke. Det tætte slægtskab mellem chimpanser og de tidlige mennesker gør det naturligt at søge oprindelsen til krig i disse dyrekampe. Arkæologer har dog aldrig kunnet påvise spor af krig blandt fx Australopithecus-mennesker, ligesom kampe mellem chimpanser heller ikke kendes fra arkæologien, men kun gennem observationer af dyrenes adfærd. Menneskets tilbøjelighed til voldelig adfærd kan dog også være udviklet pga rovdyr. Da mennesket i sin jagt på føde lærte sig at bruge primitive våben og ild, kunne denne teknik også bruges til at afværge rovdyrangreb, sådan at mennesket kunne befri sig for denne fare. Men teknikken kunne også bruges i kamp mod trusler fra andre mennesker. Homo erectus kendte til brugen af ild og rådede over veludviklede våben, men om de blev brugt til andet end jagt vides ikke. Man ved heller ikke, om der var krigslignende konflikter mellem det moderne menneske og neandertalerne, eller om det var sådanne krige som medvirkede til, at neandertalerne uddøde.
Antropologer har i vor tid observeret væbnede konflikter hos primitive folk, såsom Yanomami-stammen i regnskoven på grænsen mellem Venezuela og Brasilien eller Maring-stammen i Papua Ny Guinea. I forbindelse med en undersøgelse af spiladfærd hos primitive folk udviklede en høvdingeboldkamp mellem to stammer i højlandet i Papua Ny Guinea sig til en blodig stammekrig, hvor der brugtes plejle, forke og leer som våben.
Mange arkæologiske fund, i Danmark fx de store jernalderfund af våben i Illerup Ådal, viser at krigslignende væbnede sammenstød ofte er forekommet i tidlige samfund. Nogle forskere mener dog, at egentlig krig foruden den fysiske kamp også indbefatter en offentlig meningsudveksling mellem parterne. Defineret på denne måde forudsætter krig tilstedeværelsen af civiliserede byområder, hvor en sådan offentlig kommunikation kan finde sted, mens de førnævnte former for organiseret vold skal henføres til krigens forhistorie.
Fra tiden før egentlige civilisationer opstod er der dog mange arkæologiske vidnesbyrd om voldelige og dødelige sammenstød, krige, som har haft stor betydning for de involverede samfund, familier eller klaner. I disse tidlige samfund praktiseredes tilsyneladende en form for krig, som mest havde karakter af overfald eller parforcejagt. Egentlige slag gennemførtes i en ritualiseret form, med begrænsede tab til følge, men dog formentlig stadig større relative tab end i moderne krig. I mange arkæologiske fund af mennesker der har lidt en voldsom død er det dog svært at afgøre, om døden skyldtes krig eller dagligdags voldelige tildragelser som drab, manddrab eller ulykke.
Allerede jæger- og samlersamfundene kendte til krigeriske sammenstød, men disse øgedes i antal og omfang i løbet af den neolitiske revolution, hvor bønder begyndte at dyrke jorden og holde husdyr. Både jord og bygninger, husdyr og forråd af afgrøder var eftertragtede - måske også blandt nabobønderne - og bonden, der ikke som en jæger/samler kunne flygte fra en angriber, begyndte at forskanse sig i sin gård. I Jeriko har man fundet rester af en neolitisk stenmur, som er tolket som et forsvarsværk beregnet på at holde angribere ude. Lignende neolitiske forsvarsværker er påvist mange andre steder i verden, fx Kina.

### Fra antikken til den europæiske middelalder
I bronzealderen begyndte der at opstå statslignende samfund ledet af konger, som jævnligt bekrigede hinanden med dertil oprettede hære. Krigene drejede sig ofte om adgang til ressourcer eller landområder og udkæmpedes mod nabostater eller indtrængende nomadiske stammer, fx havfolkene i Egypten. Det tidligste slag som kendes fra samtidige beskrivelser var slaget ved Megiddo 1457 f.Kr., hvor en egyptisk hær under farao Thutmose 4. besejrede en koalition af syriske fyrster.
I bronze- og jernalderen førte fremskridt inden for metallurgi til udvikling af forbedrede våben, ligesom hjul med eger fra omkring 2000 f.Kr. brugtes til de lette og hurtige hestetrukne stridsvogne, som bl.a. blev brugt af bueskytter. Fremkomsten af antikke riger, som fx det assyriske, grundede sig ofte på hære med forbedrede våben, som drog på velorganiserede røvertog. Erobrede områder pålagdes at betale tribut, og dele af befolkningen blev deporteret eller gjort til slaver.
I krigene mellem antikkens græske bystater brugtes bueskytter og ryttere sjældent, kampene var i stedet kendetegnet ved korte, hårde og blodige slag, hvor fodfolk, hopliter, bevæbnet med lanser, sværd og skjolde kæmpede mod hinanden i tætte formationer, falankser. For den enkelte soldat var dette en meget risikabel krigsform, som krævede høj kampgejst og godt samarbejde. Man har diskuteret, om denne form for krig har været kimen til en særlig europæisk eller vestlig form for krigsførelse, som ikke så meget har til formål at udmatte modstanderen, men derimod helt underkaste eller udslette ham, vha kampberedte og disciplinerede styrker med den rette borgerånd.
Gid al Kiv udryddes af Guders og Menneskers Samfund, 
Samt al Harm, thi den driver endog den Vise til Grumhed;
I den ældre del af antikken ansås krig for en uundgåelig og jævnligt tilbagevendende tilstand, og først senere som undtagelsen fra det normale. Homer tager i sin Iliade fra 8. århundrede f.Kr. afstand fra krigen (se tekstbox), mens omvendt den førsokratiske filosof Heraklit nogle århundreder senere betragtede krig som en nødvendig og stedsevarende del af udviklingen: ”Krig er alle tings fader og konge. Krig gør nogle til guder, andre til mennesker, nogle til slaver, andre til frie.” Efter den Peloponnesiske Krig gjorde man flere, de fleste dog forgæves, forsøg på at etablere en samfundsorden med almen fred, hvor de forskellige små bystater kunne leve fredeligt og uafhængigt side om side ud i al fremtid. Man forsøgte hermed at indføre en ny type fred, til afløsning for den hidtidige, hvor de to stridende parter enedes om en fredsaftale, som udløb efter en årrække, hvorefter krigen gerne blev genoptaget.
Længere fredsperioder var i antikken næsten altid forbundet med store velorganiserede rigers evne til at kontrollere sine landområder. Romerrigets Pax Romana, som begyndte under kejser Augustus og varede i mere end 200 år, byggede således på Roms militære tilstedeværelse i hele riget, i form af en stående hær af professionelle soldater, som var indkvarteret i militærforlægninger, kasteller, og som hurtigt kunne flyttes rundt ad veje bygget til formålet. I tiden omkring Kristi fødsel var romernes største fjender de germanske stammer, som beboede det nuværende Tyskland. Efter romernes store nederlag til germanerne i Varusslaget år 9 e.Kr. begyndte man anlæggelsen af et omfattende forsvarsværk, Limes, som strakte sig tværs gennem Europa. Senere, i 200- og 300-tallet, var romerne ofte i krig med sassaniderne, som med oprindelse i det nuværende Iran havde erobret det meste af Mellemøsten. Den traditionelle romerske kampform, fodfolk bevæbnet med sværd og skjolde, kom ofte til kort over for sassanidernes brynjeklædte kavaleri, eller katafrakt, og romerne måtte indføre deres eget pansrede kavaleri.
Det skulle i sidste ende også blive krigere til hest, som bragte Romerriget til fald, nemlig da hunnernes angreb mod Centraleuropa i begyndelsen af 400-tallet indvarslede Folkevandringstiden, som snart fik det vestromerske rige til at gå i opløsning. Det østromerske rige overlevede helt til 1400-tallet, men mærkede i 600- og 700-tallet det voksende pres fra den islamiske ekspansion, der udgik fra det muslimske kalifat på den arabiske halvø. I det vesteuropæiske tomrum efter Romerriget udkæmpedes mange krige om territorier, og man begyndte også her i stigende grad at benytte pansret kavaleri, forløberen for den middelalderlige ridder med rustning og harnisk. Dette førte til fremvæksten af adelen, der som særlig privilegeret samfundsklasse, ofte fritaget for skat, til gengæld var forpligtet til at gå i krig for kongen. Man havde ikke længere som romerne stående hære, men adelen og kongen udrustede hære til lejligheden, når man skulle på felttog eller forsvare sig mod fjender. Både kongemagten og den kristne kirke arbejdede for at opretholde fred, og i løbet af middelalderen begyndte også de stadigt mere betydningsfulde byer at opbygge deres eget militær, fx Hanseforbundet i Nordeuropa. Indførelsen af kristendommen i Europa gik ofte hårdhændet for sig i religionskrige, hvor de religiøse motiver dog ofte blev sammenblandet med etniske, magtpolitiske og økonomiske. En særlig slags religionskrige var korstogene, dels rettet mod muslimerne i Palæstina og Jerusalem, dels mod hedenske folk i europæiske udkantsområder, fx den danske kong Valdemars felttog mod venderne på Østersøens sydkyst.
Hundredeårskrigen drejede sig om herredømmet over Frankrig, og her kæmpede den franske konge med sin ridderhær mod en engelsk hær domineret af bueskytter med langbuer, bl.a. i slagene ved Crecy og Agincourt. På denne tid fremkom hære med lejesoldater, som markerede et brud med adelens eneret til at bære våben, og som pga manglende eller forsinket betaling ofte afstedkom problemer med plyndringer og overgreb på civilbefolkninger. Som modtræk begyndte de europæiske kongemagter i 1400-tallet at oprette såkaldte ordonnanskompagnier, som i kraft af en tættere tilknytning til kongen kunne bistå det adelige militær og udgøre begyndelsen til de stående hære, som snart blev et kendetegn for de fleste europæiske lande. Samtidig indførtes regelmæssig beskatning til opretholdelse af militæret, til erstatning for tidligere tiders ekstraordinære opkrævning af skatter, når en hær skulle mobiliseres.
Samtidig med de mange middelalderlige krige mellem europæiske lande fremkom med Osmannerriget mod øst en langvarig og alvorlig trussel mod Europa. De osmanniske janitsharer var specialuddannede elitesoldater, som i mange tilfælde blev afgørende for europæernes nederlag, fx da det byzantinske Konstantinopel i 1453 faldt til osmannerne.

### Asien: inderne, kineserne og mongolerne
På det eurasiske kontinent har udviklingen inden for både krigsførelse og militær ofte fulgtes ad, hele vejen fra Europa over Mellemøsten og til Fjernøsten. Perserne i det achæmenidiske rige påvirkede under perserkrigene forholdene i et stort område helt fra antikkens Grækenland i vest til det nordlige Indien i øst. Senere underlagde den makedonske Alexander den Store sig et tilsvarende område, hvor hellenismen trivedes.
Fra tiden omkring 300-tallet f.Kr. har man i Indien brugt elefanter i krig, og krigselefanter kom senere til at indgå i Alexanders hære, hvorfra de blev indført i Middelhavnsområdet. Her brugte både grækerne og fønikerne krigselefanter, såvel indiske som afrikanske elefanter, bl.a. da Hannibal førte elefanter over Alperne i sit felttog mod romerne i 218 f.Kr.
I Kina udkæmpede syv småstater i tiden mellem 475 og 221 f.Kr. en lang række krige, som til sidst førte til Kinas samling under Qin-dynastiet. Under krigene udviklede staternes militær sig voldsomt, idet man begyndte at benytte avancerede våben af jern, samt stridsvogne, kavaleri og armbrøster, foruden daggert-økser, forgængere for de langt senere europæiske hellebarder. Qin-dynastiet var et centraliseret og bureaukratiseret samfund, som med en veludrustet og disciplineret hær gennemførte adskillige erobringsfelttog. Hærens styrke baseredes dels på en meget udstrakt og hårdhændet brug af værnepligt, som gjorde den overlegen m.h.t. fodfolk, dels på mange professionelle enheder. Det var også under Qin-dynastiet, man påbegyndte bygningen af den kinesiske mur, som skulle holde krigeriske nomader fra de centralasiatiske stepper på afstand.
Den kinesiske murs tilstedeværelse har muligvis været medvirkende årsag til, at hunnerne i 300-tallet e.Kr. begyndte at bevæge sig fra Centralasien mod Europa, hvor de startede en kædereaktion af krige mellem centraleuropæiske folk, foruden Romerriget.
I begyndelsen af 1200-tallet begyndte mongolerne fra deres hjemstavn i det centrale Asien et erobringstog som førte til oprettelsen af det mongolske kejserdømme, som omkring 1300 strakte sig fra Stillehavet til Middelhavet og omfattede både Kina og Persien. Mongolernes felttog mod Europa førte dem helt til Schlesien i det nuværende Polen, hvor de i 1241 besejrede en tysk-polsk hær. Mongolernes ødelæggelser i Kina var muligvis medvirkende til, at den teknologiske udvikling her gik i stå, så at kineserne efterhånden sakkede afgørende bagud i forhold til europæerne.
Krudtet blev opfundet i 1000-tallet i det kinesiske Song-dynasti, men blev til at begynde med kun brugt til fyrværkeri og ikke i krigsøjemed. Senere brugte kineserne krudt til fra bambusrør at kaste flammer og senere også projektiler af bly eller jern mod fjenden, de første skydevåben. Det er usikkert, om det var gennem mongolerne eller muslimerne at krudtet kom til Europa. Men her begyndte man i 1300-tallet at anvende skydevåben. Således brugte englænderne i slaget ved Crécy i 1346 for første gang primitive kanoner mod franskmændene.

### Fra religionskrig til verdenskrig
I Europa markerede Reformationen i begyndelsen af 1500-tallet afslutningen på den relativt rolige Middelalder, og gennem næsten 200 år hærgedes kontinentet nu af en række religionskrige. I Firsårskrigen lykkedes det efterhånden det oprindeligt underlegne nederlandske hær at få overtaget over de spanske besættere, idet man gennemførte en fuldstændig reform af det nederlandske militærvæsen. Denne oraniske hær-reform indebar afskaffelse af brugen af de ofte upålidelige lejesoldater ved indførelse af værnepligt, så at soldater i stedet rekrutteredes blandet landets egen befolkning. Ved at fokusere på disciplin, gennem eksercits og et konsekvent system af straffe og belønninger, søgte man at opbygge en hær af trofaste, pligtopfyldende soldater, som kunne samarbejde godt og udvise selvbeherskelse. Officerer udvalgtes og forfremmedes ikke længere overvejende efter alder og gunst, men i langt højere grad efter fortjeneste.
Columbus’ rejse i 1492 blev startskuddet til den europæiske kolonisering af Amerika. Her opstod utilsigtet en ny form for krigsførelse, som fik stor betydning, nemlig at påføre fjenden sygdomme. Grundet et anderledes immunforsvar viste den indfødte amerikanske befolkning sig meget lidt modstandsdygtig over for mange sygdomme, som i Europa ansås for banale eller relativt ufarlige. Så de europæiske kolonialister kunne ved deres blotte fysiske tilstedeværelse, eller ved indførsel af i Amerika ukendte husdyr som svin, kvæg og får, sprede sygdom og død blandt de indfødte. Det anslås, at mindst tre fjerdedele af den indfødte amerikanske befolkning bukkede under for sygdomme indført af europæerne.
Den mellemeuropæiske Trediveårskrig i første halvdel af 1600-tallet var en krig med både religiøse og nationalistiske motiver, næret af spændinger inden for det tysk-romerske Rige, samt mellem habsburgerne og franskmændene. Man brugte mest hære med lejesoldater, som mellem de forholdsvis sjældne slag ernærede sig ved røveri, plyndring og massakrer på civile, i en grad så omkring en tredjedel af befolkningen i de berørte områder omkom. Lejesoldat-hærene fulgtes rundt fra slagmark til slagmark af en broget flok civile, som skaffede forsyninger, samt soldaterhustruer og -familier, foruden prostituerede.
Den ødelæggende krig førte til en holdningsændring, som kom til udtryk i den Westfalske fred i 1648. Her nævntes for første gang princippet om ikke-indblanding i andre staters indre forhold, foruden at man begyndte at adskille religion og politik, idet krig ikke længere ansås som nogen god løsning på religiøse stridigheder. Samtidig erstattedes efterhånden de berygtede lejesoldat-hære med stående nationale hære, i stil med den ovenfor omtalte hær-reform i Nederlandene. Den herved opnåede forbedrede militære effektivitet viste sig udslagsgivende i Slaget ved Wien i 1683, hvor en osmannisk belejring blev brudt af en koalition af europæiske hære. [kilde mangler]
I midten af 1700-tallet deltog alle Europas stormagter i Syvårskrigen, som nogle anser for at være den første verdenskrig, fordi den spredte sig til de europæiske kolonier i Amerika, Indien og Afrika. I krigene som fulgte den franske revolution, gik man på slagmarken efterhånden bort fra linjetaktik, hvor soldaterne gik frem på linje, og over til kolonne-taktik, hvor soldaterne bevægede sig i tættere enheder. Samtidig indførte franskmændene divisionen som en ny selvstændigt virkende hærenhed. Efter Freden i Wien i 1815 fulgte en ret fredelig periode i Europa, som bl.a. var kendetegnet ved, at militæret i stigende grad blev videnskabeliggjort, fx ved oprettelse af en preussisk generalstab i 1808, samt grundlæggelse af flere militærakademier, fx det amerikanske West Point fra 1802. [kilde mangler] Clausewitz’ bøger om krig stammer også fra denne tid.
Både Krimkrigen og den amerikanske Borgerkrig i midten af 1800-tallet var kendetegnet ved at i langt højere grad end tidligere være stillingskrige, som udkæmpedes mellem store industrielt udrustede hære. Perioden var kendetegnet ved mange tekniske fremskridt, såsom røgsvagt krudt (meget kraftigere end sortkrudt), den franske mitrailleuse (forløber for maskingeværet) og Minié-projektilet (med større rækkevidde og træfsikkerhed), preussiske bagladegeværer med tændnål, foruden kraftige forbedringer inden for kanoners rækkevidde og træfsikkerhed (som danskerne oplevede det i 1864 ved Dybbøl). Disse krigstekniske landvindinger gjorde krige meget blodige med store tabstal. Under den amerikanske borgerkrig medførte dette efterhånden en ændret taktik, fra åben kamp til kamp fra positioner i dækning, en udvikling som også kom til at kendetegne den langt senere 1. Verdenskrig. Krigenes blodighed førte også til øget fokus på behandling af sårede og lemlæstede, og i 1859 oprettedes hjælpeorganisationen Røde Kors, som første gang deltog i en krig under 2. Slesvigske Krig mellem Preussen og Danmark. Geneve-konventionen fra 1864 var det første internationale forsøg på regulering af krig mellem stater, især mht omsorg for krigsofre. Under fredskonferencerne i Haag vedtog man i 1907 den skelsættende regel om, at stater ikke har ubegrænset ret til at vælge måder at skade en fjende på. [kilde mangler]

### De to verdenskrige, FN og den kolde krig
Efterhånden betragtes perioden 1914-1989 blandt historikere som én lang krig, afbrudt af våbenhviler:
- 1. Verdenskrig 1914-1918
- Mellemkrigstiden 1918-1939 (med bl.a. den spanske borgerkrig)
- 2. Verdenskrig 1939-1945
- Den kolde Krig (med bl.a. Koreakrigen, Vietnamkrigen, Cubakrisen, Den afghansk-sovjetiske krig) 1945-1989

I årtierne op til 1. Verdenskrig forsøgte de europæiske stormagter og USA, som alle kappedes om at bemægtige sig kolonier, ved forbund og traktater at undgå krig, gennem en dobbeltstrategi som dels omfattede storstilet oprustning, dels ihærdigt diplomati. Da det kom til stykket, var forholdet mellem stormagterne så spændt, at et indenrigspolitisk attentat, Mordet i Sarajevo, var nok til at udløse verdenskrigen. Moderne våben som maskingeværer, kampvogne, giftgas, ubåde og slagskibe førte, i kombination med en taktisk forståelse, der ikke var fulgt med den tekniske udvikling, til at denne krig blev uhørt blodig, med titals millioner af døde, hårdt sårede og invaliderede. Den manglende taktiske forståelse kom bl.a. til udtryk ved, at tyskerne bragte 40.000 kavaleriheste til en front præget af pigtråd og maskingeværer.
Dette er ikke en fred. Det er en 20 års våbenhvile!
Efter krigen oprettedes på initiativ af den amerikanske præsident Wilson den internationale organisation Folkeforbundet, som skulle arbejde for fred og samarbejde. På trods af succes med at mægle i en række mindre konflikter lykkedes det hverken forbundet at forhindre den spanske borgerkrig eller 2. Verdenskrig. Heller ikke Briand-Kellogg-pagten fra 1928, som forbød de medunderskrivende lande at angribe hinanden, forhindrede en ny verdenskrig. Allerede i 1931 invaderede Japan Manchuriet og senere i 1937 Kina, hvormed Stillehavskrigen var i gang. I Tyskland kom nazisterne under ledelse af Adolf Hitler til magten i 1933, og frem til krigsudbruddet i 1939 ignorerede Nazi-Tyskland i stigende grad sine internationale folkeretlige forpligtelser, som forberedelse til en erobrings- og tilintetgørelseskrig.
2. Verdenskrig begyndte som en konventionel krig, men udviklede sig for især Tysklands og Japans vedkommende til total krig, hvor statsstyret krigsproduktion og økonomi støttet af en aggressiv propaganda inddrog meget store dele af befolkningen direkte eller indirekte i krigshandlingerne. Herved blev grænsen mellem civilbefolkning og militær udvisket, hvilket kun var én blandt mange tilsidesættelser af de folkeretslige regler for krig.
Vi, de Forenede Nationers folk, ønsker 

- at frelse kommende generationer fra krigens svøbe, som to gange i vor levetid har bragt usigelige lidelser over menneskeheden,
- paany at bekræfte troen paa fundamentale menneskerettigheder, paa menneskets personlige værdighed og værd, paa mænds og kvinders saavel som store og smaa nationers lige rettigheder,
- at skabe vilkaar, hvorunder retfærdighed og respekt for de forpligtelser, der opstaar ved traktater og andre kilder til mellemfolkelig ret, kan opretholdes, og
- at fremme sociale fremskridt og højne levevilkaarene under større frihed,
- at udvise fordragelighed og leve sammen i fred med hverandre som gode naboer,
- at forene vore kræfter til opretholdelse af mellemfolkelig fred og sikkerhed,
- at sikre, ved anerkendelse af grundsætninger og fastlæggelse af fremgangsmaader,
- at væbnet magt ikke vil blive anvendt undtagen i fælles interesse, og
- at anvende mellemfolkelig organisation til befordring af økonomiske og sociale fremskridt for alle folkeslag,

Ligesom efter 1. Verdenskrig bredte der sig også efter 2. Verdenskrig et stærkt ønske om at forhindre fremtidige krige, og allerede i oktober 1945 blev den verdensomspændende organisation Forenede Nationer grundlagt. Medlemmerne forpligtede sig til at afstå fra enhver form for trussel om eller anvendelse af magt overfor andre stater, det være sig angrebskrig eller militær pression, og man knæsatte principperne om ikke-indblanding i andre staters anliggender samt retten til at forsvare sig mod fjendtlige angreb. I disse år gik mange stater desuden fra at have et krigsministerium over til at kalde det et forsvarsministerium, således Danmark i 1950.
Man bestræbte sig på at bandlyse de såkaldte ABC-våben, men kunne kun enes om forbud mod biologiske og kemiske våben, ikke atomvåben. Netop her begyndte mellem USA og Sovjetunionen et atomart våbenkapløb, som markerede begyndelsen på den kolde krig mellem de nye forsvarsalliancer NATO i vest og Warszawa-pagten i øst. Ned gennem Europa skilte Jerntæppet de to parter ad, og langs tæppet opbyggedes militære anlæg i stor stil, beregnet til både forsvar og angreb, således i Danmark søbefæstningerne Stevnsfortet, Langelandsfortet og Bangsbo Fort. Især i Tyskland, som under den kolde krig var delt i to, opstilledes et stort antal atombevæbnede missiler.
Det kom ikke under den kolde krig til kamphandlinger i Europa, men i stedet udkæmpedes i den tredje verden en række krige, primært som stedfortræderkrige, hvoraf de blodigste var Koreakrigen 1950-53 og Vietnamkrigen 1955-75, foruden mange mindre konflikter især i Afrika og Latinamerika. Under Cubakrisen i 1962 var man meget tæt på en direkte militær konfrontation mellem USA og Sovjetunionen, og i de følgende år påbegyndtes bestræbelser hen mod begrænsning af udbredelse og brug af atomvåben.[kilde mangler]

### Tendenser siden 1991
I slutningen af 1991 opløstes Sovjetunionen og et halvt år senere Jugoslavien, og dette førte snart til en række borgerkrige om nationalistiske og etniske spørgsmål. Europas blev således igen skueplads for krige, især i det tidligere Jugoslavien, hvor danske styrker for første gang siden 9. april 1940 kom i kamp.
Efter terrorangrebet 9/11 udråbte den amerikanske præsident George W. Bush krigen mod terrorisme, hvor mange vestlige lande, heriblandt Danmark, har støttet den amerikanske krigsindsats, både i Afghanistan og Irak.
I det 21. århundrede er krige hovedsagelig interne konflikter, som sjældent udkæmpes hen over landegrænser. I 2013 var der 20 krige i gang, heraf ingen mellem suveræne stater.
I disse år kan mange krige, især i det tidligere Sovjetunionen, betegnes som glemte eller frosne, idet parterne enten ikke ønsker eller magter at bringe dem til ophør.
Siden internettets fremkomst i 1995 er der opståen en ny digital form for krig, cyberkrig, som udkæmpes uden våben eller slagmark, men som har til formål at skade fjendens digitale infrastruktur, som det fx skete da mange ukrainske institutioner, samt mange andre institutioner og firmaer verden over, i juni 2017 blev angrebet, muligvis af Rusland.
Under præsident Obama begyndte det amerikanske militær, og senere mange andre landes militær, at bruge droner til ikke blot overvågningsopgaver, men også direkte angreb, hvilket har rejst en etisk debat.

## Grunde til krig
Forskerne er ikke enige om, hvilke grunde til krig er de fremherskende. I sin bog Om krig skriver Clausewitz, at ”hver epoke har haft sin egen slags krig, sine egne begrænsninger og sine egne forudfattede meninger”.

### Psykologiske
Det er blevet hævdet, at ”krig ofte er en voldsom udladning af indre vrede, [hvor] menneskenes indre frygt udskilles som massiv ødelæggelse.” Krig kan således anses som en måde, et menneskes frustration over ikke at være herre over sig selv midlertidigt bliver afhjulpet ved, at vedkommende slipper sin destruktive side løs på andre. På denne måde bliver disse andre gjort til syndebuk for ens egen uudtalte og underbevidste frustration og frygt.
Når en soldat  kommer til fronten og dræber sin første fjende, er han virkelig bange. Han er virkelig bange. For at dræbe nogen er skræmmende. Men så vænner han sig til det. Krig vækker en vildskab i mennesker. – Jeg tilbragte lang tid i junglen. Dyr er ikke så blodtørstige. Tigre er ikke så blodtørstige. Tigre dræber når de har brug for at æde, men mennesker dræber ikke hinanden fordi de er sultne. Når folk dræber og lemlæster, er det krigens blodtørst.
Andre psykoanalytikere har fremført, at mennesket har en medfødt lyst til at være voldelig. Personens aggressioner næres af psykologiske forskydninger og projektioner, hvor en person overfører sin forudindtagethed og sit had på andre racer, religioner, stater eller ideologier. En nationalstat inddæmmer denne individuelle vold ved at sørge for lov og orden i lokalsamfundet, mens personen kan slippe volden løs i krigstjeneste. Denne statssanktionerede voldelige adfærd (’license to kill’) kan få soldater til at føle en spænding og en frihed, når de dræber, som kan gøre dem tiltrukket eller ligefrem afhængige af at deltage i kamphandlinger.
Nogle undersøgelser har afdækket en grundlæggende modvilje blandt soldater mod at skyde direkte på fjenden, angiveligt fordi mennesker har en medfødt modvilje mod at gøre andre mennesker fortræd. Under 2. Verdenskrig var det kun 15-20 % af de amerikanske soldater, som affyrede deres geværer direkte mod fjenden, mens en langt større del af skuddene bevidst blev affyret op i luften over fjenden. Efter slaget ved Gettysburg under den amerikanske borgerkrig fandt man på slagmarken 27.574 geværer, hvoraf 90 % stadig var ladt. Kun 12.000 af geværerne havde været ladt mere end en gang, mens 6.000 havde været ladt tre til ti gange.
Selvfølgelig ønsker almindelige mennesker ikke krig; hverken i Rusland eller i England eller i Amerika, eller i Tyskland for den sags skyld. Det er klart. Men når alt kommer til alt er det et lands ledere som fastlægger politikken, og det er altid nemt at få befolkningen med sig, hvadenten det er et demokrati eller et fascistisk diktatur eller et parlament eller et kommunistisk diktatur … man kan altid få folk til at gøre som man siger. Det er nemt. Alt man behøver er at fortælle dem, de bliver angrebet, fordømme pacifisternes mangel på fædrelandskærlighed og sige at de udsætter landet for fare. Det virker lige godt i alle lande.
Den italienske psykoanalytiker Franco Fornari (1921-1985) har forbundet krig med sorg, idet han mente krig skal opfattes som en paranoid eller projiceret uddybning af sorgen. Han mente, at både vold og krig opstår ud af menneskets behov for kærlighed: vores ønske om at bevare og forsvare den ukrænkelige genstand, vi oprindeligt er knyttet til, nemlig vores mor og vores sammensmeltning med hende. For den voksne er nationen den ukrænkelige genstand, som får os til at gå i krig. Fornari mente, opofrelsen var central i forståelsen af krig: menneskers forbavsende villighed til at dø for deres fædreland, til at overgive deres krop til nationen.
Selvom menneskets altruistiske behov for at ofre sig selv for en ædel sag ifølge Fornari er en medvirkende drivkraft hen mod krig, er det dog kun et fåtal af krige som er startet ud fra en sådan lyst til krig blandt den brede befolkning. Langt oftere er det sket, at en befolkning modvilligt er blevet trukket ind i krigen af sine herskere. Det er således blevet fremført, at den brede befolkning stiller sig mindre afvisende over for krig, når herskere som viser ligegyldighed over for menneskeliv kommer til magten. Krig opstår når herskerne opsøger krigen, som tilfældet var med Napoleon og Hitler. Sådanne herskere kommer ofte til magten i krisetider, når befolkningen vælger beslutsomme ledere, som så fører nationen ind i krigen.

### Udviklingsmæssige
Der er fremsat flere teorier om udviklingsmæssige grunde til krig, og teorierne grupperer sig omkring to skoler. Dels anses krig som opstået i løbet af den ældre stenalder som følge af, der fremkom mere komplekse og folkerige samfund, som oplevede knaphed på ressourcer; dels anses krig som en langt ældre adfærd nedarvet fra eller inspireret af dyrene, som kæmper om territorier og mager.
Sidstnævnte skole hævder, at i og med at krigslignende adfærdsmønstre ses hos mange primater, fx chimpanser, foruden hos mange myrearter, kan gruppekonflikter være et gennemgående træk ved dyrs sociale adfærd. Visse af skolens tilhængere hævder videre, at skønt tilbøjeligheden til krigsadfærd er medfødt, er den blevet styrket af udviklingen inden for våbenteknik og statsdannelse.
Psykologen Steven Pinker har fremført, at krigerisk adfærd kan være blevet fremelsket ved naturlig udvælgelse pga. de fordele, der er forbundet med sejr. Han mener desuden, at hvis et samfund skal kunne afskrække nabosamfundene på troværdig vis (eller den ene person skal kunne afskrække den anden), må man være kendt for at ty til gengældelse, hvilket har udviklet menneskets instinkter både for hævn og for ære, dvs. at beskytte et samfunds (eller individs) omdømme.
Krig defineret som handlinger hvor grupper ”søger med magt at undertvinge eller dræbe medlemmer af andre grupper” kendetegner de fleste menneske-samfund. Samfund som ikke har kendt til denne magtudøvelse er ”tilbøjelige til politisk at være underlagt sine naboer”.
Fra slutningen af 1700-tallet og frem mod vor tid er der mange eksempler på, at kampen mod social, økonomisk og racemæssig ulighed har ført til oprør og krig mod magthaverne, lige fra den franske revolution i 1789, over den amerikanske borgerkrig i 1860’erne og til afrikanske og asiatiske landes uafhængighedskrige mod deres europæiske koloniherrer i 1950-1960’erne. Selv de to verdenskrige i 1900-tallet er blevet analyseret som en følge af sociale spændinger og modsætninger i tiden før 1914, såvel inden for de enkelte lande som mellem dem.
Antropologen Ashley Montagu var arg modstander af forestillingen om et medfødt krigsinstinkt hos mennesket, hvis tilbøjelighed til krigerisk adfærd han i stedet mente styres af sociale forhold og opdragelse. Han mente ikke, krigsførelse er en del af almenmenneskelig adfærd, men i stedet et historisk påfund opstået i en særlig slags samfund. Hans påstand støttes af etnografiske undersøgelser af samfund, som slet ikke kender til aggressiv adfærd, fx Chewong- og Semai-folkene på Malayahalvøen. Man har også bemærket en sammenhæng mellem uddannelse og indstilling til krig, idet man i samfund hvor krigsførelse er almindelig tilskynder børn til at være mere aggressive.

### Økonomiske
Krig kan anses for at være en form for øget økonomisk konkurrence i et konkurrencestyret internationalt system. Anskuet på denne måde startes krige i jagten på naturressourcer og rigdom. Historikere og økonomer har også kædet krig sammen med statsdannelse, skatteopkrævning og økonomisk udvikling. I nyere tid spiller også aspekter af globalisering ind, såsom øget bevægelighed for kapital og information. På den politiske højrefløj hersker der, især blandt fascister, den opfattelse, at en stærkt nation har ret til at tage det som en svag nation ikke kan forsvare.

#### Marxistisk syn på krig
Marxismen anser krige for dybest set at være økonomisk begrundede og mener, alle krige i nyere tid har skyldtes konkurrence mellem store imperialistiske stater om adgang til ressourcer og markeder, som et naturligt resultat af, disse stater var klassesamfund med frie markedsmekanismer. Vejen væk fra krige går over en verdensomspændende revolution, som afskaffer det klassedelte samfund og de frie markedsmekanismer. Rosa Luxemburg opfattede imperialismen som et direkte resultat af kapitalistiske staters behov for nye markeder. Produktionsmidlerne, og dermed indtjeningen, kan kun forøges, hvis den modsvares af en øget efterspørgsel blandt forbrugere. Da arbejderne i et kapitalistisk samfund ikke har nok penge til at imødekomme denne efterspørgsel, må producenterne opdyrke nye markeder, hvor de kan afsætte varerne, hvilket driver imperialismen.

### Demografiske
Ifølge Thomas Malthus’ teorier er det misforholdet i en stat mellem befolkningsforøgelsen og mængden af tilgængelige ressourcer der fremkalder krige og at en befolkning vil vedblive med at øges, indtil krig, sygdom eller sult sætter grænser for væksten.
Den tyske sociolog Gunnar Heinsohn har fremsat teorien om ungdomspukler som grunde til krig. Ungdomspukler opstår når mere end 30 % af mændene i et land er i den krigsduelige alder mellem 15 og 29 år, som følge af en forudgående periode med meget høj fertilitet, typisk med 4-8 børn pr kvinde. Det er ikke primært sult og arbejdsløshed som fører til uro og krig, men de unge mænds stræben efter position og status i samfundet. Heinsohn anser både 1900-tallets europæiske kolonialisme og imperialisme og vore dages uro og terrorisme i den muslimske verden som resultat af fremkomsten af ungdomspukler. Ungdomspukler er også blevet sat i forbindelse med den franske revolution i 1789, med fremvæksten af nazismen i 1930-erne og med folkemordet i Rwanda.
 Teorien om ungdomspukler er blevet undersøgt statistisk af såvel Verdensbanken, af ngo’en Population Action International, som arbejder med familieplanlægning og fødselskontrol, og den tyske forskningsinstitution Berlin-Institut für Bevölkerung und Entwicklung, som arbejder med bæredygtig befolkningsudvikling. Teorien er blevet kritiseret for at opmuntre til både race-, køns- og aldersdiskrimination.

### Klimamæssige
I årene 2006-2010 blev det frugtbare nordøstlige Syrien hærget af en ekstrem og langvarig tørke, som fik høsten til at slå fejl og berøvede bønderne deres kvæghjorde, så at de begyndte en vandring ind mod byerne. Tørken var formentlig med til at udløse den syriske borgerkrig.

## Følgevirkninger af krig
Ud over tab af menneskeliv og fysisk og psykisk lidelse og invalidering blandt soldater og civile medfører krig ødelæggelse af infrastruktur og erhvervsliv og tab af arbejdspladser. Disse tab er dels en følge af såvel tilstræbt som utilsigtet våbenindsats mod mennesker, dels har de strategiske årsager, som når man fx sprænger broer eller forgifter drikkevand eller fødevarer.[kilde mangler] Nogle gange vælger man at ødelægge fjendtlige bygninger eller infrastruktur for at demonstrere sin egen styrke og skræmme modstanderen, som det fx sås med Shock and Awe-strategien under Irak-krigen.

### På soldater
Soldater som har været i kamp risikerer både fysiske og psykiske traumer, spændende fra lemlæstelse, invalidering og sygdom til død, samt depression, posttraumatisk stress og andre psykiske lidelser i varierende grad.
Under den amerikanske borgerkrig omkom 620.000 soldater, svarende til 8 % af alle hvide amerikanske mænd, fordelt med 6 % i nordstaterne og 18 % i sydstaterne. Ud af de 60 millioner europæiske soldater som deltog i 1. Verdenskrig blev 8 millioner dræbt, 7 millioner blev livsvarigt invalideret, mens 15 millioner blev hårdt såret.
Under krige kan sygdomme være ligeså store dræbere som selve kamphandlingerne. Under Napoleons tilbagetog fra Moskva i 1812 omkom flere soldater pga. tyfus end i kamp med russerne. Af de 450.000 franske soldater som krydsede Nemunas-floden i juni 1812, vendte færre end 40.000 tilbage. I løbet af Syvårskrigen mistede den britiske flåde 133.708 mand ud af 184.899, overvejende pga sygdom. I 1918 krævede den spanske syge, en influenzalignende pandemi, som formentlig udsprang blandt verdenskrigens soldater, mellem 21 og 100 millioner dødsofre.
Krig er helvede.
Undersøgelser har vist, at i alle de krige hvor amerikanske soldater har kæmpet, har soldatens risiko for at ende som et psykiatriske tilfælde være større end risikoen for at dø. Mellem 1942 og 1945 blev hver tiende amerikanske soldat indlagt pga psykiske problemer. En stor undersøgelse kort efter 2. Verdenskrig viste, at efter 60 dage i træk i kamp havde 98 % af de overlevende soldater udviklet sig til psykiatriske tilfælde, kendetegnet ved enten udmattelse, forvirring, hysterisk blindhed eller døvhed (CD), angst, tvangstanker og -adfærd, foruden personlighedsforstyrrelser. Blandt de sidste 2 % var der mange med aggressive, psykopatiske træk. Man har anslået at mellem 18 og 54 % af de amerikanske Vietnam-veteraner led af posttraumatisk stress.

#### Egenbeskydning
Egenbeskydning er ligeså uløseligt forbundet med krigsførelse som den militære ledelses tilbøjelighed til at feje disse tragedier ind under gulvtæppet. Det er del af et mønster: generaler og politikere fristes til at lyve for at kontrollere, hvordan medierne omtaler deres militære operationer, så at de kan opnå bredere støtte i befolkningen.
Det har til alle tider været svært at undgå, at man i kampens hede kommer til at skyde på sine egne. Denne egenbeskydning kendes helt tilbage til oldtiden, men er blevet et stigende problem i moderne krig, bl.a. fordi soldaterne ikke som tidligere er iklædt farvestrålende uniformer og opstillet over for hinanden på en flad og overskuelig slagmark, men kæmper i camouflageuniformer fra stillinger i dækning.[kilde mangler]
Under Slaget ved Antietam under den amerikanske borgerkrig fik et sydstatsregiment på et tidspunkt placeret sig mellem to nordstatsregimenter. Sydstatstropperne angreb det ene nordstatsregiment, som besvarede ilden og herved ramte det andet nordstatsregiment, som besvarede ilden. De to nordstatsregimenter led svære tab pga. denne egenbeskydning, som kun var en ud af 11 tilfælde af egenbeskydning under dette slag. Fem procent af slagets samlede tabstal på 22.700 mand blev tilskrevet egenbeskydning.
Et bizart tilfælde af egenbeskydning indtraf under 2. Verdenskrig i oktober 1942 i farvandet nord for Irland, hvor den engelske krydser HMS Curacoa eskorterede oceanlineren Queen Mary, som sejlede som troppetransportskib og havde 10.000 amerikanske soldater ombord. For at undgå tyske ubåde sejlede lineren med høj hastighed i zig-zag-mønster, og bl.a. på grund af forvirring mht. hvem af de to skibe der havde vigepligt, kom lineren til at vædre krydseren, som blev klippet i to og sank, hvorved 338 mand omkom. Sagen blev dysset ned, og blev først offentlig kendt efter krigen.
Amerikanske tab som følge af egenbeskydning, opgjort som døde og sårede, udgjorde under 2. Verdenskrig 21 %, under Vietnamkrigen 39 % og under den første golfkrig 52 %.

### På civilbefolkning
Op gennem det 20. århundrede har krige i stadig stigende grad haft civile ofre. Omkring 1900 var typisk 5 % af krigsofre civile, et tal som i 1990-erne var steget til over 90 %. Dette skyldes dels nye og mere ødelæggende former for krigsførelse og våben, som fx luftbombardementer og antipersonel-miner, dels en tendens til at krigsførende parter, trods Genevekonventionens bestemmelser, går mere direkte efter at skade fjendens civilbefolkning, herunder især børn.
Det er ofte vanskeligt at få overblik over en krigs tabstal, og dette gælder især for civile tab. Medvirkende hertil er uenigheder om, hvad man forstår ved en civil, hhv. militær person. Umiddelbart er det ikke svært at skelne: en civil person er en person som ikke indgår i væbnede styrker og som ikke deltager i kamphandlinger. I praksis diskuteres dog ofte, hvilke af nedenstående kategorier, som skal medtages i statistikker over civile tab:
- dræbte som direkte følge af krig,
- sårede som direkte følge af krig,
- dødsfald, enten under eller efter en krig, som indirekte følge af krigen, fx af sygdom, fejlernæring eller lovløse tilstande, dødsfald som ikke ville være sket i sådanne antal og af disse grunde i fredstid,
- ofre for ensidig vold, som når en stat under krig dræber sine egne indbyggere, fx pga. mistanke om samarbejde med fjenden,
- ofre for voldtægt og anden seksuel vold under en krig,
- flygtninge og internt fordrevne som følge af krig,
- dødsfald efter en krig, som sker i utide pga. skader pådraget i krigen.

For flere af punkternes vedkommende kan det være vanskeligt at sætte præcise tal på. Hvordan måler man fx, om antallet af dødsfald i en befolkning er større end sædvanligt? Er det kun soldater som begår voldtægter i krigstid, eller fører de usædvanlige tilstande og relationer blandt civilbefolkningen også til flere voldtægter? I hvilken grad skal flygtninge tælle som ofre, når de der af den ene eller anden grund er blevet tilbage i krigszonen ofte er værre stillede end dem der flygtede?

#### Voldtægt
Og når Herren din Gud giver [byen] i din magt, skal du hugge alle dens mænd ned med sværd. Men kvinder og børn og dyrene og alt, hvad der er i byen, det du har røvet i den, kan du tage som krigsbytte.
Trods udvikling af teknologi og våben er systematiske seksuelle overgreb mod kvinder stadig et af de stærkeste midler til at tvinge en nation i knæ. I mange samfund er kvinden nemlig et symbol på selve landet, så når man voldtager hende, voldtager man hele folket.
Til alle tider er kamphandlingerne på slagmarken blevet efterfulgt af, at sejrherren har bemægtiget sig taberens ejendom og værdier. Da kvinder i gamle dage opfattedes som deres mands ejendom, blev voldtægt af kvinder primært opfattet som en krænkelse af mandens rettigheder og ære. Omvendt blev voldtægt af kvinder i krigstid ikke anset for at være i strid med reglerne for krigsførelse: når man havde besejret en fjende, havde man ret til at tilegne sig fjendens ejendom, herunder hans kvinder. Denne opfattelse var fremherskende helt frem til 1800-tallet, selvom den katolske kirke frarådede soldater at overfalde kvinder og opfordrede til ridderlig opførsel. Efter islamisk sharia-lov straffes voldtægt af kvinder i krigstid med døden, uanset om overfaldsmanden er muslim eller ej. Det var først med revisionen af Geneve-konventionen fra 1949, at seksuelle overgreb på kvinder under væbnede konflikter udtrykkeligt blev forbudt.
I moderne tid bruges voldtægt ofte som en form for psykologisk krigsførelse med det formål at ydmyge og nedbryde fjenden. Sådanne voldtægter spænder fra soldaters spontane overfald på fjendens kvinder til organiseret og institutionaliseret sexslaveri, som det fx fandt sted under japanernes besættelse af Korea under Stillehavskrigen og serbernes besættelse af Bosnien under krigen i Eksjugoslavien.
Voldtægtmandens erigerede penis kan symbolsk opfattes som et stikvåben, som gennemborer og besudler kvindens krop, som i mange samfund opfattes som et symbol på selve nationen. Når sådan en nations kvinder bliver voldtaget af fjenden, er det derfor hele nationen som tilsvines, hvilket er skamfuldt og nedværdigende, især hvis kvinden bliver gravid af voldtægten. Kvinden opfattes for altid som tilsvinet og vil aldrig kunne føde ’rene’ børn.
Menneskerettighedsaktivisten Nadia Murad og gynækologen Denis Mukwege modtog i 2018 Nobels fredspris for deres indsats i bekæmpelse af seksuel vold og brug af voldtægt som våben i krig og væbnede konflikter.

### På kultur
Befolkningen i områder som berøres af krig bliver ofte i stort tal tvunget til at flygte, når deres hjemegn bliver gjort til krigsskueplads. Blandt flygtningene er der ofte en høj andel af kunstnere og andre kreative mennesker, til stor skade for det krigsramte lands kreative potentiale på længere sigt. Krig har også en negativ indflydelse på omfanget af en kunstners livsproduktion.
Som følge af nazismens fremkomst i Tyskland flygtede et stort antal kunstnere og videnskabsmænd, heriblandt mange jøder, i 1930-erne og under 2. Verdenskrig fra Europa til især USA, fra Danmark bl.a. Niels Bohr og Victor Borge. Disse flygtninge havde ofte svært ved at få indrejsetilladelse til USA, men mange af dem der kom ind, kom i den følgende tid til at præge amerikansk videnskab og kultur på afgørende vis.
Bøger og biblioteker bliver under krig ofte til krigsmål i sig selv, idet ødelæggelse af fjendens biblioteker er med til at nedbryde og demoralisere dennes befolkning. Omvendt er det afgørende at værne om sådanne samlinger af viden, så at man sikrer at det historiske mørke, som en krig symboliserer, ikke bliver ved med at vende tilbage.

## Etik
I krig og kærlighed gælder alle kneb.
Hvorfor skal vi undersøge det at dræbe? Man kunne ligeså godt spørge, hvorfor vi skal undersøge det at dyrke sex. De to emner har meget til fælles. Richard Heckler har sagt at "det [i den græske mytologi] var i ægteskabet mellem [krigsguden] Ares og [kærlighedsgudinden] Afrodite at [harmoniens og fællesskabets gudinde] Harmonia fødtes". Der bliver ikke fred før end vi har gjort os til herre over både sex og krig. […] Ethvert samfund har et blindt punkt, et område hvor det har meget svært ved at se ind. I dag er dette blinde punkt det at dræbe. For hundrede år siden var det sex.
Make love, not war.
De etiske aspekter ved krigsførelse har væres diskuteret i årtusinder. Fra et filosofisk synspunkt regner man i dag med fire grundlæggende holdninger til krig, nemlig en realistisk, en militaristisk, en pacifistisk samt én som støtter teorien om retfærdig krig.
I det indiske epos Mahabharata fra 300-tallet f.Kr. findes beskrivelser af, hvad man må og ikke må under en krig. Fx må stridsvogne ikke angribe ryttere, men kun andre stridsvogne, man må ikke angribe modstandere i vanskeligheder, man må ikke bruge pile dyppet i gift eller med modhager, man må ikke angribe i raseri, og tilfangetagne og sårede skal behandles ordentligt.
I Romerriget fandtes regler for, under hvilke omstændigheder det var tilladt at gå i krig, fx for at imødegå en fjendtlig invasion eller som gengældelse for plyndring eller traktatbrud.
Begrebet retfærdig krig (latin: bellum justum) blev indført i 400-tallet e.Kr. af den kristne kirkefader Augustin, som opstillede tre betingelser for at gå i krig:
- en krig skal erklæres af en lovlig autoritet,
- en krig skal føres af retfærdige grunde,
- tilskyndelsen til at føre krig må ikke være ondsindet eller ugudelig, men skal være renfærdig.

Siden Middelalderen har man opereret med det etiske begreb jus ad bellum (ret til krig), som angiver regler for, hvilke fjendtlige handlinger og omstændigheder der giver en anerkendt autoritet, som fx en suveræn stat, ret til at erklære en anden autoritet (stat) krig. Augustins betingelser blev udbygget til seks hovedforudsætninger for en retfærdig krigserklæring:
- en krig skal erklæres af en lovlig autoritet,
- krigserklæringen må have en retfærdig og retskaffen årsag, som er tilpas alvorlig til at retfærdiggøre omfattende brug af vold,
- en retfærdig krigsførende magt skal have retmæssige hensigter, nemlig at fremme det gode og inddæmme det onde,
- en retfærdig krigsførende magt skal have en rimelig sandsynlighed for at vinde sejr,
- krig skal være sidste udvej,
- de mål som efterstræbes skal stå i rimeligt forhold til de midler som tages i anvendelse.[129][130]

I de seneste århundreder har man også opereret med begrebet jus in bello (ret i krig), som angiver regler for, hvordan krig skal føres. Her er de to begreber proportionalitet og diskrimination helt afgørende:
- proportionalitet angiver hvor megen magtanvendelse som er nødvendig og moralsk passende for at nå det ønskede mål og afhjælpe den forvoldte uretfærdighed,
- diskrimination angiver hvem som er legitime mål i krigen, idet man skelner mellem kombattanter, altså de kæmpende soldater, som man godt må dræbe, og civile, som man ikke må dræbe.[131]

Bryder en krigsførende part disse regler, mister den sin status som retfærdig krigsførende magt.
I tiden efter den kolde krig har man opereret med begrebet jus post bellum (ret efter krig), som angiver regler for sejrherrers, besættelsesmagters eller politiske konfliktløseres ansvar med henblik på at opnå en retfærdig afslutning på en krig eller konflikt, og undgå blind hævn. Historisk og politologisk forskning viser, at det efter en krig er bedst og mest frugtbart for fremtidig fred og stabilitet, hvis den sejrende part er villig til at nøjes med et mindre krigsbytte, end den strengt taget godt kunne have fået.
Inden for fascismen, samt dennes beslægtede filosofier pragmatisme, racisme og socialdarwinisme, anses vold for et gode. Pragmatisterne mener at krig og vold er et gode når det tjener folkets vel, uden hensyntagen til universel moral. Racisterne mener at vold er et gode for etableringen af en herrerace, eller udryddelse af underracer, eller begge. Socialdarwinisterne anser vold for nogle gange at være nødvendig for at fjerne uegnede elementer, som når man luger vildskud i sin have, for at samfundet kan blomstre.
Ovennævnte er alle udtryk for den generelle holdning at målet helliger midlet. Den amerikanske konfliktforsker Lewis Coser har hævdet at konflikter udgør en funktion og proces, hvorigennem nye sociologiske ligevægte kan opnås. I stedet for kun at være ødelæggende kan kampen mellem krigsførende være med til at afbalancere og vedligeholde en social struktur eller et samfund.

### Krigsforbrydelser
Gennem historien er der begået en lang række krigsforbrydelser, dvs. overtrædelser af de etiske regler for krigsførelse. Som eksempler på folkemord i det 20. århundrede kan nævnes:
- Nanjing-massakren 1937-38
- Katyn-massakren 1940
- Holocaust 1941-45
- Folkedrabet i Cambodja 1975-79
- Folkedrabet i Rwanda 1994
- Srebrenica-massakren 1995

Under 2. Verdenskrig begik aksemagterne Tyskland og Japan en lang række alvorlige krigsforbrydelser mod civilbefolkninger i de områder, de erobrede, bl.a. nazisternes Holocaust og japanernes Nanjing-massakre, men også de allierede magter begik krigsforbrydelser:
Kender Djilas, som selv er forfatter, ikke til menneskelige lidelser og følelser? Forstår han ikke, at en soldat, der har gået tusinder af kilometer gennem blod og ild og død, gerne vil have det lidt sjovt med en kvinde eller spise noget sødt?
- Den røde Hærs voldtægter af tyske kvinder mod slutningen af krigen er blevet beskrevet som den største massevoldtægt i historien, og man mener, det gik ud over mindst 1,4 millioner kvinder i Østpreussen,[140][141][142][143] Bagpommern og Schlesien og under kampene om Berlin. Voldtægterne gik også ud over sovjetiske kvinder, der blev befriet fra tysk krigsfangenskab. Den sovjetiske krigskorrespondent Natalya Gesse bemærkede i 1945, at "de russiske soldater voldtog hver eneste tyske kvinde mellem otte og firs; det var en hær af voldtægtsmænd." Polske kvinder blev også voldtaget, ligesom russiske, hviderussiske og ukrainske kvindelige tvangsarbejdere.[144]
- I 2006 kunne man af indtil da hemmeligholdte militærdokumenter erfare, at amerikanske soldater i tidsrummet 1942-45 begik omkring 400 voldtægter i Europa, heraf 126 i England.[145] Andre undersøgelser har vist, at omkring 14.000 engelske, franske og tyske kvinder blev voldtaget af amerikanske soldater under krigen.[146][147] Det anslås, at fra landgangen i Normandiet i juni 1944 og til krigens slutning blev 3.500 franske kvinder voldtaget af amerikanske soldater.[148]

- Efter amerikanske soldaters befrielse af koncentrationslejren Dachau i april 1945 blev omkring et dusin tilfangetagne tyske vagter skudt af den soldat, der bevogtede dem. Senere blev også andre vagter skudt, og ifølge den ansvarlige officer Felix L. Sparks blev omkring 30 dræbt.[149][150] Senere har løjtnant Howard Buechner fremført, at mere end 500 blev dræbt.[151][152]
- Den 17. december 1944 begik tyske soldater massakre på 84 amerikanske soldater, man havde taget til fange under Ardenneroffensiven; som modtræk beordrede chefen for det berørte amerikanske regiment, at tyske soldater ikke skulle tages til fange, men straks skydes.[153] Stephen Ambrose har fortalt, at "ud af de mere end tusind krigsveteraner, jeg har interviewet, var der kun én som medgav, han havde skudt en fange ... imidlertid berettede mere end hver tredje af dem om hændelser, hvor andre amerikanske soldater skød ubevæbnede tyskere, som havde hænderne i vejret."[154]
- I den franske hær indgik marokkanske soldater, kendt som goumiers, som under det allierede felttog op gennem Italien viste forbløffende kampgejst og bl.a. var afgørende for de allieredes gennembrud ved Monte Cassino. Men disse tropper begik også omfattende overgreb mod civile italienere[155] og senere tyskere,[156] og ifølge italienske kilder blev mere end 12.000 personer, overvejende kvinder, bortført, voldtaget eller dræbt af goumiers,[157] som muligvis blot opførte sig som det var sædvane i deres hjemland.[158] Den italienske film La Ciociara (på dansk To kvinder) med Sophia Loren handler om sådanne overgreb.

## Krig som spil
Aldrig har så mange børn spillet så meget og så mange ret voldsomme computerspil, men al statistik viser, at børn og unge i dag er langt mindre kriminelle og voldelige end for en generation siden. Tesen om en sammenhæng mellem vold i spil og på film og mere vold i virkeligheden holder ikke.
Det forbløffende niveau af afstumpet aggressivitet på sociale medier [kan meget vel] vise sig at have en vis sammenhæng med den aggressivitet, der trænes i voldelige computerspil.
I krigsspil udkæmpes krige gennem symbolske handlinger, som foregår efter fastlagte regler. Reglerne skal nøje overholdes, så det bl.a. sikres, ingen spiller kommer til skade. Spillet består af ’lade-som-om’ handlinger, som skal efterligne en oplevet eller forestillet virkelighed. Kritik af krigsspil bunder mest i personlig væmmelse over krigens gru og en forhastet sidestilling af de helt forskellige tanke- og handlingsplaner, som adskiller hhv begrebet krigsspil fra begrebet krig. Overfladisk kritik af krigsspil overser, at spillet slutter der hvor den blodige virkelighed begynder. Man forveksler spillets symbolske handlingsplan med den rigtige krigs brutale virkelighed og kæder på udokumenteret og fejlagtig vis de to verdener sammen. Man overser derved som regel også denne spilgenres mangfoldighed mht udtryk.
Krigsspil spænder vidt, fra den symbolske handling at pege med fingeren og sige: ”Bang, du er død, fald om!”, over historiske indianer- eller ridderspil, brætspil som skak, bevægelsesspil som høvdingebold, og til moderne computerspil som World of Warcraft, som foregår i en opdigtet fantasiverden - og som har fået kolossal udbredelse verden over. I bredere forstand kan også populære sportsgrene som fx håndbold eller fodbold regnes som krigsspil, og her bruges ofte sprog lånt fra rigtig krig, fx ord som angreb, forsvar, skud og spydspids.
I stil med andre efterlignende spil, fx at ’lege doktor’ eller ’lege skole’, er det ifølge den tyske sportspsykolog Siegbert Warwitz krigsspillet, som retter sig efter en iagttaget eller opdigtet virkelighed, ikke omvendt. Krigsspil, som fx høvdingebold, kan fungere som et pædagogisk hjælpemiddel til at bearbejde angst eller befordre mental udvikling. Da krigsspil tilbyder mulighed for at udleve aggressiv adfærd uden at nogen tager skade, kan de både have en psykologisk og opdragende funktion. Indtryk, forestillinger og erfaringer fra krigsspil kan af forældre og pædagoger bruges som et kreativt alternativ til tankeløse forbud.

### Internationale organisationer
- Folkeforbundet
- FN
- NATO
- Warszawa-pagten
- Røde Kors

### Krige
- Krige der involverer Danmark
- Trediveårskrigen
- Napoleonskrigene
- Den amerikanske Borgerkrig
- De slesvigske Krige
- 1. Verdenskrig
- Stillehavskrigen
- Spanske Borgerkrig
- 2. Verdenskrig
- Den kolde Krig
  - Koreakrigen
  - Vietnamkrigen
- Den israelsk-palæstinensiske konflikt
  - Seksdageskrigen
  - Yom Kippur-krigen
  - Første og anden intifada
  - Gazakrigen
- Konflikten i Nordirland
- Krigene i Jugoslavien
  - Massakren i Srebrenica
- Golfkrigen
- Krigen i Afghanistan
- Borgerkrigen i Syrien
- Narkotikakrigen i Mexico
- Ruslands invasion af Ukraine

### Berømte slag
I virkeligheden findes der ingen helte i krig, ingen sejre, ingen vindere, kun nederlag, tab, tomhed og tavshed.
Landslag
- Slaget ved Thermopylæ i 480 f.Kr.
- Varusslaget i 9 e.Kr.
- Slaget ved Crécy i 1346
- Slaget ved Agincourt i 1415
- Slaget ved Waterloo i 1815
- Slaget ved Gettysburg i 1863
- Slaget ved Verdun i 1916
- Slaget om Stalingrad i 1942-43
- Panserslaget ved Kursk i 1943
- D-dag i 1944

Søslag
- Den spanske armada i 1588
- Slaget i Køge Bugt i 1677
- Slaget på Reden i 1801
- Slaget ved Trafalgar i 1805
- Slaget ved Helgoland i 1864
- Slaget ved Tsushima i 1905
- Jyllandsslaget i 1916
- Angrebet på Pearl Harbor i 1941
- Slaget om Midway i 1942

Luftslag
- Slaget om England i 1940

### Diverse
- Genevekonventionen
- Den spanske syge
- Borgerkrig
- Cyberkrig
- Religionskrig
- Konflikthåndtering
- Militæruniformer

Krigsspil på computer
- Battlefield
- Counter-Strike
- Fortnite
- World of Warcraft

### Faglitteratur
- Kelly Dawn Askin (1997): War Crimes Against Women - Prosecution in International War Crimes Tribunals. Martinus Nijhoff Publishers, ISBN 90-411-0486-0
- Alan Axelrod og Charles Phillips (2004): Encyclopedia of Wars, Facts on File, ISBN 978-0-8160-2851-1
- Steven A. LeBlanc (2013): Constant Battles. Why we fight. St. Martin’s Press, 1 oplag (ebog)
- Carl von Clausewitz (1986): Om Krig, Bind I-III. Oversat fra originalen Vom Kriege (1832-34) og redigeret af Nils Berg. Forlaget Rhodos, 1200 sider
- Carl von Clausewitz (2010): Om Krig. Oversat fra originalen Vom Kriege (1832-34) af Mogens Chrom Jacobsen, Aarhus Universitetsforlag, 103 sider, ISBN 87-7934-517-4
- Martin L. van Creveld (2003): Krig og krigsteori. Gyldendal, ISBN 87-02-01323-1
- Giulio Douhet (1921): Il dominio dell'aria. Engelsk udgave 2009 med titlen The command of the air, som ebog, 394 sider, ISBN 9780817383251 (hovedværk om luftkrig)
- Duffy, Christopher (1985). Frederick the Great: A Military Life. London: Routledge & Kegan Paul. ISBN 978-0-7100-9649-4. OCLC 851984981.
- Franco Fornari (1974): The Psychoanalysis of War. Doubleday Anchor Press, 284 sider. ISBN 9780385043472
- Gorm Harste (2016): Kritik af krigens fornuft AU FORLAG
- Gorm Harste (2020): Krig. Tænkepause 75, 60 sider, AU FORLAG, ISBN 978-87-7124-338-3
- Peter Heather (1996): The Goths. Blackwell. ISBN 0-631-16536-3
- Peter Heather (2005): The Fall of the Roman Empire. Pan Books. ISBN 978-0-330-49136-5
- Adam Hochschild (2011): To End All Wars – A Story of Loyalty and Rebellion 1914-18. Houghton Mifflin Harcourt, 448 sider. På dansk 2014 med titlen: Aldrig mere krig. Informations forlag, 464 sider
- Lawrence H. Keely (1996): War before Civilization. Oxford University Press
- Hans Kirchhoff, Henning Poulsen og Aage Trommer (1989): Den 2. Verdenskrig 1939-45. Gyldendal, 668 sider, ISBN 87-03-00106-7
- A. T. Mahan (1890): The Influence of Sea Power Upon History, 1660-1783 (hovedværk om søkrig)
- Gordon Martel (2012): The Encyclopedia of War. Wiley-Blackwell, 2912 sider i 5 bind, ISBN 978-1-4051-9037-4
- Peter Nowak (2010): Sex, Bombs And Burgers - How War, Porn And Fast Food Created Technology As We Know It. Viking Canada, 384 sider, ISBN 0670069663
- Holger Terp: Krig som beregnet ondskab. Fredsakademiet, 2022
- Quincy Wright: A Study of War. The University of Chicago Press, 1942 ; 1965. - 1647 s.
- Sun Tzu (2015): Kunsten at føre krig. Gyldendal Business, 167 sider, ISBN 9788702173833 (dansk oversættelse af kinesisk generals krigserfaringer skrevet ca. 500 f. Kr.)

### Skønlitteratur
Krige har gennem tiden inspireret mange skønlitterære forfattere.
Dansk
- Tage Skou-Hansen (1957): De nøgne træer. Gyldendal udgave fra 1991, 200 sider, ISBN 87-00-06043-7 (om en gruppe unge modstandsfolk i Århus under 2. Verdenskrig)
- Herman Bang (1889): Tine. Gyldendal udgave fra 2009, 204 sider, ISBN 978-87-02-03619-0 (om en gruppe mennesker tæt på kampene ved Dybbøl)

Den kontroversielle danske forfatter Sven Hazel har især i udlandet haft stor kommerciel succes med sine skildringer af soldaterlivet under 2. Verdenskrig.
Billedbøger for børn
- Lilja Scherfig (2012): Rævefælden, tegninger Otto Dickmeiss, Alfa, 40 sider, ISBN 978-87-7115-036-0
- David McKee (1972): De seks mænd, illustreret, Berg, 39 sider, ISBN 87-7228-623-7
- Constance Ørbeck-Nilssen og Akin Düzakin (2021): Farverne som forsvandt, Vild Maskine, 44 sider, ISBN 978-87-7227-198-9

Engelsk
- Tim O'Brien (1990): The Things They Carried, Houghton Mifflin, 233 sider, ISBN 0767902890. På dansk i 1992 ved Ib Høy Hansen med titlen Det de bar, Klim, 255 sider, ISBN 87-7724-244-0 (noveller om den menige Vietnam-soldats tilværelse under krigen og om dens totale meningsløshed og absurditet)
- Kurt Vonnegut (1969): Slaughterhouse-Five, or, The Children's Crusade: A Duty-Dance with Death, Delacorte, 190 sider, ISBN 0-385-31208-3. På dansk 2023 som tegneserie ved Ryan North (forfatter) og Dennis Jacob Rosenfeld (oversætter) med titlen Slagtehal fem, 180 sider, ISBN 9788770858748 (satirisk roman, hvor den midaldrende amerikaner Billy Pilgrim bevæger sig i bevidsthedsspring mellem nutiden, fortiden som krigsfange under bombardementet af Dresden 1945 og fremtiden på planeten Tralfamadore)
- Joseph Heller (1961): Catch-22, Simon & Schuster, 453 sider, ISBN 0-684-83339-5. På dansk 1994 med titlen Punkt 22, Gyldendal, 393 sider, ISBN 87-00-19958-3 (om en amerikansk bombe-eskadrilles absurde oplevelser i Italien under 2. Verdenskrig)
- Norman Mailer (1948): The Naked and the Dead. På dansk samme år med titlen De nøgne og de døde. Gyldendal, to bind 685 sider (om en deling amerikanske soldaters oplevelser under Stillehavskrigen)
- Ernest Hemingway (1929): A Farewell to Arms (komplet amerikansk tekst på Wikisource). På dansk ved Ole Restrup 1969 med titlen Farvel til våbnene. Gyldendals Bogklubber, 280 sider, ISBN 87-00-64783-7 (om en en frivillig amerikaners deltagelse på italiensk side i 1. verdenskrig)

Tysk
- Ernst Jünger (1920): In Stahlgewittern, på dansk i 2012 med titlen I stålstormen, Gyldendal, 293 sider, ISBN 978-87-02-09363-6 (erindringer om 1. Verdenskrigs skyttegrave, om gasangrebene, den evige summen af flyvende projektiler og kammeraternes rædsler)[168]
- Erich Maria Remarque (1929): Im Westen nichts neues, på dansk med titlen Intet nyt fra vestfronten, Gyldendal, 211 sider, ISBN 9788702158847 (om rædslerne i Vestfrontens skyttegrave under 1. verdenskrig)
- Günter Grass (1959): Die Blechtrommel. På dansk 1961 med titlen Bliktrommen, Gyldendal, udgave 2016, 576 sider, ISBN 978-87-02-19071-7 (samfundssatire over det borgerlige Tyskland før, under og efter 2. verdenskrig)

Russisk
- Mikhail Bulgakov (1925): Den hvide garde. På dansk 2010, forlaget Hovedland, 419 sider, ISBN 9788770700924 (om den russiske revolution og deraf følgende borgerkrig, som oplevet i Kyiv)